# ریشیری‌فوجی، هوکایدو
ریشیری‌فوجی، هوکایدو (به لاتین: Rishirifuji, Hokkaido) یک منطقهٔ مسکونی در ژاپن است که در Sōya Subprefecture واقع شده‌است. ریشیری‌فوجی ۲٬۶۶۵ نفر جمعیت دارد.